# 삼성여자고등학교 (제주)
삼성여자고등학교(三聖女子高等學校)는 대한민국 제주특별자치도 서귀포시 토평동에 있는 사립 고등학교이다.

## 학교 연혁
- 1975년 8월 2일 : 학교법인 삼성학원 설립인가
- 1975년 11월 18일 : 학교 설립인가(서귀여자실업고등학교)
- 1975년 11월 18일 : 학교 학칙인가(각 학년 상업과 2학급, 공예과 1학급 계 9학급)
- 1975년 11월 22일 : 초대 교장 오광협 선생 취임
- 1980년 3월 1일 : 교명 변경(서귀여자상업고등학교)
- 1984년 5월 18일 : 교명 변경(삼성여자고등학교) 1985. 3. 1 시행
- 1993년 7월 1일 : 학칙 변경(보통과 각학년 7학급 계 21학급)
- 1997년 3월 25일 : 목련관(체육관) 준공
- 1998년 10월 31일 : 보은관(급식소) 준공
- 2000년 3월 1일 : 교육인적자원부 과제수행 정책 연구학교 운영(~2002.02.28)
- 2015년 3월 10일 : 천연 잔디 운동장 조성
- 2016년 2월 24일 : 우정학사(기숙사) 준공식
- 2021년 3월 1일 : 유네스코(UNESCO) 학교 승인
- 2023년 3월 1일 : 고교학점제 준비학교 운영
- 2024년 3월 1일 : AI·정보교육 중심학교 운영
- 2024년 3월 1일 : 제9대 교장 고성혁 선생 취임
- 2025년 1월 23일 : 제47회 졸업식 (187명)
- 2025년 3월 4일 : 제50회 입학식 (190명)

## 참고 자료
- 삼성여자고등학교 - 한국교육학술정보원 학교알리미